# Тринидад и Тобаго на Светском првенству у атлетици на отвореном 2011.
Тринидад и Тобаго је на 13. Светском првенству у атлетици на отвореном 2011. одржаном у Тегу од 27. августа до 4. септембра учествовао тринаести пут, односно учествовао је на свим првенствима до данас. Репрезентацију Тринидада и Тобага представљало је 16 такмичара (11 мушкараца и 5 жена) у 10 (6 мушких и 4 женских) дисциплина.,
На овом првенству Тринидад и Тобаго је по броју освојених медаља делио 34. место са једном освојеном медаљом (бронза).
Оборен је два лична рекорда сезоне и два најбоља личнарезултата у сезони. 
У табели успешности према броју и пласману такмичара који су учествовали у финалним такмичењима (првих 8 такмичара) Тринидад и Тобаго је са 3 учесника у финалу делио 30. место са 11 бодова.
| Плас. | Земља             | 1. место | 2. место | 3. место | 4. место | 5. место | 6. место | 7. место | 8. место | Бр. финал. | Бод. |
| ----- | ----------------- | -------- | -------- | -------- | -------- | -------- | -------- | -------- | -------- | ---------- | ---- |
| =30.  | Тринидад и Тобаго | 0        | 0        | 1        | 0        | 0        | 1        | 1        | 0        | 3          | 11   |

## Учесници
| Мушкарци: - Кестон Бледман — 100 м, 4 × 100 м - Ричард Томпсон — 100 м, 4 × 100 м - Арон Армстронг — 100 м, 4 × 100 м - Рондел Сориљо — 200 м - Емануел Каландер — 200 м - Рени Куов — 400 м, 4 × 400 м - Џехју Гордон — 400 м препоне - Марк Брнс — 4 × 100 м - Цвид Хјуит — 4 × 400 м - Џарин Саломон — 4 × 400 м - Дион Лендор — 4 × 400 м | Жене: - Кели-Ен Баптист — 100 м, 4 × 100 м - Семој Хакет — 100 м, 4 × 100 м - Мишел-Ли Ахје — 100 м, 4 × 100 м - Кеј Селвон — 200 м, 4 × 100 м - Клиопатра Борел — Бацање кугле |

## Освајачи медаља

### Бронза (1)
- Кели-Ен Баптист — 100 м

## Резултати

### Мушкарци
| Атлетичар                                                 | Дисциплина    | Лични рекорд | Квалификације | Квалификације | Полуфинале            | Полуфинале           | Финале                | Финале       | Детаљи |
| Атлетичар                                                 | Дисциплина    | Лични рекорд | Резултат      | Место         | Резултат              | Место                | Резултат              | Место        | Детаљи |
| --------------------------------------------------------- | ------------- | ------------ | ------------- | ------------- | --------------------- | -------------------- | --------------------- | ------------ | ------ |
| Кестон Бледман                                            | 100 м         | 9,93         | 10,32 КВ      | 3. у гр. 1    | 10,14                 | 5. у гр. 1           | Нису се квалификовали | 7 / 71 (75)  |        |
| Ричард Томпсон                                            | 100 м         | 9,85 НР      | 10,34 КВ      | 3. у гр. 1    | 10,20                 | 3. у гр. 1           | Нису се квалификовали | 10 / 71 (75) |        |
| Арон Армстронг                                            | 100 м         | 10,03        | 10,48         | 5. у гр. 7    | Није се квалификовао  | Није се квалификовао | Није се квалификовао  | 29 / 71 (75) |        |
| Рондел Сориљо                                             | 200 м         | 20.16        | 20,68 КВ      | 1. у гр. 7    | 20,56 кв              | 4. у гр. 2           | 20,34                 | 7 / 53 (54)  |        |
| Емануел Каландер                                          | 200 м         | 20,40        | 20,97         | 7. у гр. 2    | Није се квалификовао  | Није се квалификовао | Није се квалификовао  | 33 / 53 (54) |        |
| Рени Куов                                                 | 400 м         | 44.53        | 44,84 КВ, ЛРС | 2. у гр. 1    | 45,72                 | 4. у гр. 1           | Нису се квалификовали | 13 / 36 (39) |        |
| Џехју Гордон                                              | 400 м препоне | 48.26 НР     | 49,90 КВ      | 2. у гр. 4    | 49,08                 | 3. у гр. 2           | Нису се квалификовали | 9 / 34       |        |
| Кестон Бледман, Марк Брнс, Арон Армстронг, Ричард Томпсон | 4 х 100 м     | 37,62 НР     | 37,91 КВ, НРС | 1. у гр. 2    |                       |                      | 39,01                 | 6 / 18 (23)  |        |
| Цвид Хјуит, Џарин Саломон, Дион Лендор, Рени Куов         | 4 х 400 м     | 3:01.05 НР   | 3:02,47       | 6. у гр. 1    | Нису се квалификовали | 11 / 15 (16)         |                       |              |        |

### Жене
| Атлетичарка                                             | Дисциплина   | Лични рекорд | Квалификације    | Квалификације    | Полуфинале       | Полуфинале       | Финале                | Финале                | Детаљи |
| Атлетичарка                                             | Дисциплина   | Лични рекорд | Резултат         | Место            | Резултат         | Место            | Резултат              | Место                 | Детаљи |
| ------------------------------------------------------- | ------------ | ------------ | ---------------- | ---------------- | ---------------- | ---------------- | --------------------- | --------------------- | ------ |
| Кели-Ен Баптист                                         | 100 м        | 10,84 НР     | 11,27 КВ         | 1. у гр. 4       | 11,05 КВ         | 2. у гр. 3       | 10,98                 |                       |        |
| Симој Хакет                                             | 100 м        | 11,17        | Дисквалификована | Дисквалификована | Дисквалификована | Дисквалификована | Није се квалификовала | Није се квалификовала |        |
| Мишел-Ли Ахје                                           | 100 м        | 11.20        | 11,20 КВ, =ЛР    | 3. у гр. 3       | 11,48            | 53. у гр. 1      | Нису се квалификовале | 13 / 68 (73)          |        |
| Кеј Селвон                                              | 200 м        | 22,97        | 22,89 КВ, ЛР     | 3. у гр. 4       | 23,11            | 4. у гр. 3       | Нису се квалификовале | 17 / 37 (40)          |        |
| Кеј Селвон, Кели-Ен Баптист, Симој Хакет, Мишел-Ли Ахје | 4 х 100 м    | 43,22 НР     | Дисквалификоване | Дисквалификоване |                  |                  | Дисквалификоване      | Дисквалификоване      |        |
| Клиопатра Борел-Браун                                   | Бацање кугле | 19.48 НР     | 18,95 КВ         | 3. у гр. А       | 17,62            | 11 / 23 (25)     |                       |                       |        |